# СТС-1
СТС-1 (STS-1) био је први орбитални лет програма Спејс-шатл агенције НАСА. Први орбитер – Колумбија, лансиран је 12. априла 1981. године, у свемиру провео 54,5 сати направивши 37 орбита око Земље, и успешно се приземљио 14. априла. Посаду Колумбије чинила су само два астронаута – командант мисије, ветеран астронаут пројеката Џемини и Аполо, Џон Јанг и пилот Роберт Крипен. Ова мисија била је први амерички лет у свемир са људском посадом још од пројекта Аполо-Сојуз, 1975. године. СТС-1 такође представља први пут да је први лет неке свемирске летелице носио посаду, мада је пре првог лета орбитер прошао многе атмосферске тестове.
Лансирање је спроведено на двадесету годишњицу првог успешног лансирања човека у орбиту. Ово се десило пуком срећом, а не намерно, јер је због техничких проблема лансирање каснило два дана.

## Галерија
- Колумбија стиже на комплекс 39А, 29. децембар 1980. године.
- Колумбија на лансирној рампи А комплекса 39; 12. април 1981. године.
- Командант Џон Јанг (десно) и пилот Роберт Крипен облаче пресуризована одела пред лет, 12. април 1981.
- Полетање мисије СТС-1.
- Полетање мисије СТС-1.
- Теретни простор и задњи део Колумбије у орбити.
- Слетање Колимбије на исушено језеро у оквиру ВБ Едвардс, 14. април 1981.
- Астронаути напуштају летелицу након успешног првог лета.
- Поглед на контролни центар мисије током фазе слетања.
- Транспорт Колумбије на инспекцију и припрему за наредни лет.